# الراس (المهرة)

تعديل مصدري - تعديل

الراس هي إحدى قرى مديرية منعر التابعة لمحافظة المهرة، بلغ تعداد سكانها 63 نسمة حسب تعداد اليمن لعام 2004.